# Rábapordány
Rábapordány is een plaats (község) en gemeente in het Hongaarse comitaat Győr-Moson-Sopron. Rábapordány telt 1150 inwoners (2001).